# Mostis

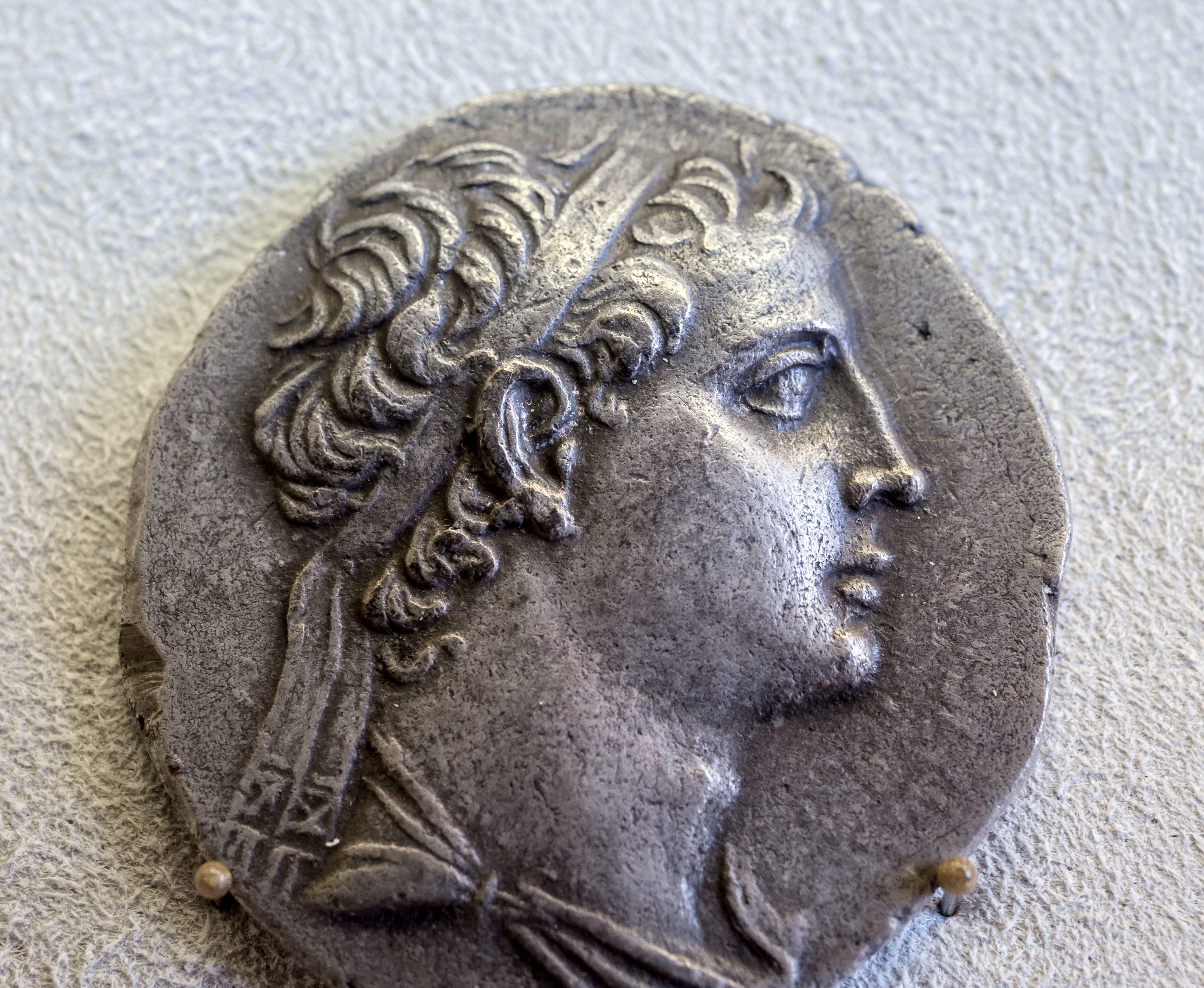
Tetradrachme des Mostis im Münzkabinett Berlin

Mostis (altgriechisch Μόστις) war ein thrakischer König der im letzten Viertel des 2. Jahrhunderts / Anfang des 1. Jahrhunderts v. Chr. lebte.
Mostis herrschte vermutlich über den Stamm der Kainoi im südöstlichen Thrakien. Er ist nur durch Tetradrachmen, die eine 38-jährige Regierungszeit bezeugen, und Bronzemünzen sowie durch zwei Inschriften bekannt geworden. Er war vielleicht ein Bundesgenosse des Königs Mithradates VI. von Pontos.

## Inschriften
- Supplementum Epigraphicum Graecum (SEG) 42, 662: «ὑπὲρ βασιλέως Μόστιδος καὶ δήμου Ἡραειτῶν Ἡγέστρατος Ποτάμωνος ἀγορανομήσας Ἑρμῆν Ἀγοραῖον ἀνέθηκεν.»
- Zafer Taşliklioğlu: Trakya’da Epigrafya Araştırmaları. Band 2, Istanbul 1971, S. 227, 2: «ὑπὲρ βα̣σιλέως Μόστιδος Γλαυκίας Ζωτᾶ Βεισανθηνός, Ἀρτέμων Ἀρτέμωνος Ἀπαμεὺς Δι ὶ Σωτῆρι καὶ Ἀθηνᾶι̣ Νεικηφόρωι.»